# Баклунд Оскар Андрійович
Оскар Андрійович Баклунд (швед. Johan Oskar Backlund, рос. Оскар Андреевич Баклунд; 16(28) квітня 1846 — 16(29) серпня 1916) — шведський і російський астроном, академік Петербурзької АН (1883).

## Біографічні відомості
Родився поблизу Карлстада (Швеція). Закінчив університет в Упсалі (1872). У 1872–1874 — асистент Стокгольмської, в 1874—1879 — астроном-спостерігач Дерптської, з 1879 — ад'юнкт-астроном Пулковської обсерваторії. З 1895 до кінця життя був директором Пулковської обсерваторії. За нього були створені південні відділення Пулковської обсерваторії: у Одесі (1898), Сімеїзі і Миколаєві (1908–1912). Був також професором вищих жіночих Бестужевських курсів в Петербурзі.
Основні наукові роботи відносяться до небесної механіки. Вивчав рух періодичної комети Енке. Пояснив систематичне зменшення періоду її обернення навколо Сонця періодичними зустрічами з різними метеорними потоками. За заслуги в дослідженні комети Енке Петербурзька АН ухвалила рішення іменувати її в своїх виданнях кометою Енке-Баклунда. Отримав одну з перших вдалих оцінок мас Меркурія і Венери. Брав участь в експедиціях, що проводили спостереження сонячних затемнень і градусні вимірювання на острові Шпіцберген.
Член-кореспондент Паризької АН, почесний член Російського астрономічного товариства і низки інших наукових товариств.
Золота медаль Лондонського королівського астрономічного товариства (1909), медаль Кетрін Брюс (1914).
На честь вченого названі кратер на Місяці і астероїд 856 Backlunda.